# Lepthyphantes dilutus
Lepthyphantes dilutus är en spindelart som först beskrevs av Tord Tamerlan Teodor Thorell 1875.  Lepthyphantes dilutus ingår i släktet Lepthyphantes och familjen täckvävarspindlar.
Artens utbredningsområde är Sverige. Inga underarter finns listade i Catalogue of Life.